# Cryptomeria (bướm đêm)
Cryptomeria  là một chi bướm đêm thuộc họ Erebidae.